# Bizarro (tira còmica)
Bizarro és una tira còmica d'una sola vinyeta, escrita i dibuixada per Dan Piraro i més tard per Wayne "Wayno" Honath. Es va publicar per primera vegada el 21 de gener de 1985.
La caricatura, caracteritzada per la seva perspectiva excèntrica i estranya de la vida quotidiana, es publica a 350 mercats d'arreu del món i la va distribuir inicialment Chronicle Features abans de passar a Universal Press Syndicate i posteriorment a King Features Syndicate. La caricatura, que té un aspecte críptic i toca temes com el consumisme, la destrucció ambiental i la cobdícia corporativa, també inclou símbols ocults, el número dels quals s'indica a sobre de la signatura de Piraro. La tira i els seus creadors han guanyat nombrosos premis, com ara el National Cartoonists Society's Newspaper Panel Cartoon Award i el premi NCS Reuben.

## Història de la publicació
El llançament fou el 21 de gener de 1985, la tira apareix diàriament a 350 mercats d'Amèrica del Nord i del Sud, Europa i Àsia. Inicialment sindicat per Chronicle Features, es va traslladar a l'Universal Press Syndicate el 1995 i després al King Features Syndicate el 2003.
L'1 de gener de 2018, l'amic i col·lega de Piraro, Wayne "Wayno" Honath, es va fer càrrec de les tasques creatives de la tira diària, i Piraro continuava fent la Sunday comics. Honath havia col·laborat en el guió de la tira des del 2009 i la va dibuixar durant alguns trams anteriors.

## Personatges i argument
Bizarro ofereix una mirada excèntrica, exagerada i, com el seu nom indica, estranya de la vida quotidiana. Piraro ho va descriure com "sobre les coses increïblement surrealistes que ens passen a tots en les nostres vides anomenades “normals”". Les situacions són surrealistes, però sovint plausibles. Algunes tires impliquen personatges famosos, mentre que altres fan referència a ells mateixos o a personatges de còmics o d'animació (com Superman i Gumby). El crític de còmics Tom Heintjes va descriure els temes de Bizarro, els aspectes críptics i l'expansió a l'art escènic:
| «               | Piraro ha portat la seva tira en direccions alhora surrealistes i d'actualitat. En un univers còmic on hi ha gossos que parlen cansats del món al costat de mestresses de casa nihilistes, Piraro dona força als seus dibuixos enfilant les seves pròpies bèsties negres: consumisme malbaratador, destrucció ambiental, cobdícia corporativa i gent semblant a ovelles, per citar-ne alguns. (També defensa els drets dels animals en el seu treball, pel qual la Humane Society el va homenatjar al gener amb el seu premi Genesis.) Tot i que el seu humor no és mai didàctic, l'obra de Piraro és notable per la seva falta de ganes, fins i tot quan la tira ocasional voreja l'inescrutable. (Per exemple, una vegada va utilitzar els etruscs com a punchline; si et vas saltar la classe d'història aquell dia, difícil.) El nadiu de Kansas City, Missouri, de cinquanta-quatre anys, també ha començat a participar en el naixent revival del vodevil amb el seu Bizarro Bologna Show, un popurri d'entreteniment al qual incorpora titelles, cançons, ventrilòquia, lectura mental i dibuix (no per esmentar diapositives de dibuixos de Bizarro massa blaves per a la publicació als diaris). Creativament inquiet, Piraro també produeix belles arts, algunes de les quals usen la imatgeria catòlica a la qual va ser exposat a l'escola parroquial. | » |
| — Tom Heintjes, | |   |

## Símbols ocults
La majoria dels dibuixos animats de Bizarro des de 1995 inclouen un o més d'aquests dispositius amagats en algun lloc de la caricatura:
- un globus ocular (el globus ocular de l'observació),
- un tros de pastís (el pastís de l'oportunitat),
- un conill (el conillet de l'exuberància),
- un extraterrestre en una nau espacial (el plat volador de la possibilitat),
- l'abreviatura "K2" (referint-se als fills de Piraro, Kaitlin i Killian),
- una corona (la corona del poder),
- un pal de dinamita (la dinamita de les conseqüències no desitjades),
- una sabata (el mocassí perdut),
- una fletxa (La fletxa de la vulnerabilitat),
- una cua de peix (El peix de la humilitat)
- un ocell al revés (l'ocell invertit)
- Olive Oyl, o l'abreviatura "O2" (el Mighty Oyl) (primeres ocurrències el maig de 2017)
- una pipa de fumador (la pipa de l'ambigüitat), afegit el 01/01/2021[6]

A partir de 2008, Piraro indica quants símbols s'amaguen a cada tira amb un número a sobre de la seva signatura.

## Premis
La tira i el seu creador han rebut diversos premis, inclòs el Newspaper Panel Cartoon Award de la National Cartoonists Society (1999, 2000 i 2001). Van ser nominats per al premi NCS Reuben cada any del 2002 al 2010, i finalment van guanyar el 2010.
El 2005, Piraro va ser vist a l'edició del 75è aniversari de Blondie.